# De Bult (Deurne)
De Bult is een natuurgebied van 120 ha in het uiterste noordoosten van de gemeente Deurne op de grens van de provincies Brabant en Limburg.
Het gebied is eigendom van Staatsbosbeheer en vormt een apart gelegen onderdeel restant van de Deurnese Peel dat overbleef na ontginningen, en deelt dus de status van Natura 2000-gebied.
Het gebied bestaat uit hoogveenrestanten, berkenbos, droge en vochtige heide. Hier en daar herstelt zich een deel van de oorspronkelijke begroeiing door een verbeterde waterhuishouding en vindt men weer veenmossen, veenpluis en zonnedauw. Belangrijke dieren in het gebied zijn das en gladde slang.
Het gebied maakt deel uit van een beheerseenheid waartoe ook Deurnsche Peel en Mariapeel behoren, maar het ligt er een zevental kilometer van verwijderd, hoewel er aan de Limburgse zijde van de provinciegrens een smalle natuurcorridor langs het Peel- of Defensiekanaal tussen genoemde gebieden bestaat.
Direct ten noorden van het gebied ligt de geheel gekanaliseerde Kaweise Loop.
Het reservaat ligt geheel omsloten door landbouwgebied, maar een kilometer noordwaarts ligt Vliegbasis De Peel, waarop nog steeds belangrijke natuurwaarden (onder andere heidevelden) voorkomen, en twee kilometer noordwaarts ligt landgoed Stippelberg eveneens met enige heide. Ruim een halve kilometer naar het zuidoosten bevindt zich het Peelrestant de Heidsche Peel.